# ATP Challenger Mouilleron-le-Captif
Das ATP Challenger Mouilleron-le-Captif (offizieller Name: Internationaux de Tennis de Vendée) ist ein Tennisturnier in Mouilleron-le-Captif, das 2013 zum ersten Mal ausgetragen wurde. Es ist Teil der ATP Challenger Tour und wird in der Halle auf Hartplatz gespielt. Pierre-Hugues Herbert ist mit je einem Sieg im Einzel und Doppel Rekordsieger des Turniers.

## Liste der Sieger

### Einzel
| Jahr | Sieger                | Finalgegner     | Ergebnis       |
| ---- | --------------------- | --------------- | -------------- |
| 2024 | Lucas Pouille         | Quentin Halys   | 6:4, 6:4       |
| 2023 | Tomáš Macháč          | Arthur Fery     | 6:3, 6:4       |
| 2022 | Jelle Sels            | Vasek Pospisil  | 6:4, 6:3       |
| 2021 | Jiří Veselý           | Norbert Gombos  | 6:4, 6:4       |
| 2020 | abgesagt              | abgesagt        | abgesagt       |
| 2019 | Mikael Ymer           | Mathias Bourgue | 6:1, 6:4       |
| 2018 | Elias Ymer (2)        | Yannick Maden   | 6:3, 7:65      |
| 2017 | Elias Ymer (1)        | Yannick Maden   | 7:5, 6:4       |
| 2016 | Julien Benneteau      | Andrei Rubljow  | 7:5, 2:6, 6:3  |
| 2015 | Benoît Paire          | Lucas Pouille   | 6:4, 1:6, 7:67 |
| 2014 | Pierre-Hugues Herbert | Marsel İlhan    | 6:2, 6:3       |
| 2013 | Michael Berrer        | Nicolas Mahut   | 1:6, 6:4, 6:3  |

### Doppel
| Jahr | Sieger                                       | Finalgegner                        | Ergebnis           |
| ---- | -------------------------------------------- | ---------------------------------- | ------------------ |
| 2024 | Marcelo Demoliner Christian Harrison         | August Holmgren Johannes Ingildsen | 6:3, 7:5           |
| 2023 | Julian Cash Robert Galloway                  | Maxime Cressy Otto Virtanen        | 6:4, 5:7, [12:10]  |
| 2022 | Sander Arends (2) David Pel                  | Purav Raja Divij Sharan            | 6:71, 7:66, [10:6] |
| 2021 | Jonathan Eysseric (3) Quentin Halys          | David Pel Aisam-ul-Haq Qureshi     | 4:6, 7:65, [10:8]  |
| 2020 | abgesagt                                     | abgesagt                           | abgesagt           |
| 2019 | Jonny O’Mara Ken Skupski                     | Sander Arends David Pel            | 6:1, 6:4           |
| 2018 | Sander Gillé Joran Vliegen                   | Romain Arneodo Quentin Halys       | 6:3, 4:6, [10:2]   |
| 2017 | Andre Begemann Jonathan Eysseric (2)         | Tomasz Bednarek David Pel          | 6:3, 6:4           |
| 2016 | Jonathan Eysseric (1) Édouard Roger-Vasselin | Johan Brunström Andreas Siljeström | 6:71, 7:63, [11:9] |
| 2015 | Sander Arends (1) Adam Majchrowicz           | Aljaksandr Bury Andreas Siljeström | 6:3, 5:7, [10:8]   |
| 2014 | Pierre-Hugues Herbert Nicolas Mahut          | Tobias Kamke Philipp Marx          | 6:3, 6:4           |
| 2013 | Fabrice Martin Hugo Nys                      | Henri Kontinen Adrián Menéndez     | 3:6, 6:3, [10:8]   |